# Kołbaskowo
Kołbaskowo è un comune rurale polacco del distretto di Police, nel voivodato della Pomerania Occidentale.
Ricopre una superficie di 105,40 km² e nel 2005 contava 8 312 abitanti.